# Roberta Flack
Roberta Flack (Asheville, Black Mountain, Sjeverna Karolina, 10. veljače 1939. – New York City, 24. veljače 2025.) bila je američka soul-pjevačica, pijanistica i skladateljica. Najpoznatija je po hitovima "The First Time Ever I Saw Your Face" i "Killing Me Softly with His Song", za koje je dobila nagradu Grammy za najbolju pjesmu dvije godine uzastopce (1973. i 1974.)
Flack je studirala pedagogiju i pripremala se na klasičnu karijeru kao pijanistica. U isto vrijeme svirala je u klubovima po Washingtonu.

## Diskografija

### Albumi
- "First Take" (1969.)
- "Chapter Two" (1970.)
- "Quiet Fire" (1971.)
- "Roberta Flack & Donny Hathaway" (1972.)
- "Killing Me Softly" (1973.)
- "Feel Like Makin' Love" (1975.)
- "Blue Lights in the Basement" (1977.)
- "Roberta Flack" (1978.)
- "Featuring Donny Hathaway" (1979.)
- "Live & More" (s Peabom Brysonom) (1980.)
- "I'm The One" (1982.)
- "Born to Love" (s Peabom Brysonom) (1983.)
- "Oasis" (1988.)
- "Set the Night to Music" (1991.)
- "Roberta" (1995.)
- "Christmas Album" (1997.)
- "Holiday" (2003.)

### Kompilacije
- "Best of" (1987.)
- "Softly with These Songs: The Best of Roberta Flack" (1993.)
- "The Very Best of Roberta Flack" (2006.)

### Singlovi
- "You've Got a Friend" (s Donnyjem Hathawayem) (1971.)
- "You've Lost That Lovin' Feelin'" (s Donnyjem Hathawayem) (1971.)
- "The First Time Ever I Saw Your Face" (1972.)
- "Where Is the Love" (s Donnyjem Hathawayem) (1972.)
- "Will You Love Me Tomorrow" (1972.)
- "Killing Me Softly with His Song" (1972.)
- "Jesse" (1973.)
- "Feel Like Makin' Love" (1974.)
- "Feelin' That Glow" (1975.)
- "25th of Last December" (1978.)
- "If Ever I See You Again" (1978.)
- "When It's Over" (1978.)
- "The Closer I Get to You" (s Donnyjem Hathawayem) (1978.)
- "You Are Everything" (1979.)
- "Back Together Again" (s Donnyjem Hathawayem) (1980.)
- "Don't Make Me Wait Too Long" (1980.)
- "You Are My Heaven" (s Donnyjem Hathawayem) (1980.)
- "Love Is a Waiting Game" (1981.)
- "Make the World Stand Still" (1981.)
- "I'm the One" (1982.)
- "In the Name of Love" (1982.)
- "Making Love" (1982.)
- "Tonight I Celebrate My Love" (s Peabom Brysonom) (1983.)
- "I Just Came Here to Dance" (s Peabom Brysonom) (1984.)
- "If I'm Still Around Tomorrow" (1984.)
- "You're Looking Like Love to Me" (s Peabom Brysonom) (1984.)
- "Oasis" (1988.)
- "Uh-Uh Ooh-Ooh Look Out (Here It Comes)" (1989.)
- "Set the Night to Music" (s Maxi Priestom) (1991.)
- "You Make Me Feel Brand New" (1992.)

## Vanjske poveznice
- Službena stranica (engl.)